# MY DEAR 神埼
MY DEAR 神埼（マイディア かんざき）は、エフエム佐賀で水曜12:00-12:55に放送されていたラジオ番組。スポンサーは佐賀県神埼市で行政広報番組の一面も持つ。番組メインテーマはダ・カーポが歌う神埼市のイメージソングである同名の楽曲「MY DEAR 神埼」。

## 概要
2010年4月放送開始。市政広報のほか、市内のイベント情報、商工観光課による歴史紹介などを放送。ユーストリームでの動画配信も2011年から始めており、こちらは午後1時ごろまで放送している。2015年にはソフトバンクが主催する『Ustream大賞2015』で全国2位の評価を得た。

### 放送時間
水曜　12:00-12:25
※ツイキャス等では13:00まで配信している

### パーソナリティ
- おのくみこ

### リポーター
- 矢田部ゆか（2010年4月-2011年3月）
- 水上貴美子（2011年4月-2012年3月）
- 野村祥悟（2011年4月-2012年3月）
- 和久井聖子（2012年4月-2013年3月）
- 内田侑貴（2012年4月-2013年3月）
- 武田咲耶（2013年4月-

## 主なコーナー
- イケメン☆楽園(パラダイス)
  - 神埼市の特産である素麺をはじめ、麺料理店を紹介するコーナー。
- レコメン★神埼
  - 各リポーターによるリポートコーナー。
- SHIGYOしまSHOW
  - 市役所担当者との神埼市紹介コーナー。
- Smile Voice
  - 神埼市の行政情報など。